# Nowy początek (album)
Nowy początek – piąty studyjny album zespołu Hurt, którego produkcją zajął się Agim Dżejlili, wcześniej pracujący z takimi grupami jak NOT czy Oszibarack.

## Lista utworów
1. "Nowy"
2. "Czarno biało szara tęcza"
3. "Alarm cykliczny"
4. "Między pomiędzy gdzieś"
5. "Pochodzimy z 5 wymiaru"
6. "Brzask brzoza brzytwa brzeg"
7. "Lecę ponad chmurami"
8. "Sklejam się i kruszę"
9. "Odłamkowym ładuj"
10. "Zmień dilera"
11. "Nowy początek"
12. "Początek"

## Muzycy
- Maciej Kurowicki – śpiew
- Agim Dzeljilji – gitara, instrumenty klawiszowe
- Piotr Motkowicz – gitara
- Marcin Drewnik – perkusja
- Jacek Smolak – gitara basowa

gościnnie
- Marcin Bors – gitara basowa (11)
- Tomasz Dogiel – gitara basowa (4, 9)
- Dawid Harlender – konga (11)
- Sławomir Leniart "Dżabi" – gitara (10)
- Marcin Piórecki – gitara, drugi wokal (2-4, 6, 9)